# X (australische Band)
X ist eine australische Punkband.

## Geschichte
X wurde 1977 in Sydney gegründet. Im Mittelpunkt der Band stand der Sänger und Bassist Ian Rilen. Da die Band sich mehrmals trennte und wiedervereinigte, gab es mehrere Besetzungen. Von den Musikern, die an Rilens Seite spielten, sind vor allem Gitarrist Steve Lucas und Schlagzeuger Cathy Green bekannt, die auch die meiste Zeit in der Band spielten.
Trotz der vielen Wechsel in der Besetzung hat sich ein zentraler Stil herausgebildet. Dieser ist vor allem durch Rilens lautes und kraftvolles Bass- und Lucas virtuoses Gitarrenspiel, das über allem schwebt, geprägt.
Rilen war auch durch andere Projekte, wie Sardine v oder Rose Tattoo bekannt. Auch im Alter von weit über 50 stand er noch auf der Bühne und zelebrierte seinen Rock & Roll Lifestyle. Allerdings wurde im Sommer 2006 bei ihm Krebs festgestellt, und im Oktober 2006 verstarb er schließlich.

## Diskografie
Die Besetzung ist jeweils angegeben.

### Studioalben
- 1979: X-Aspirations (LP, X Music YPRX1645) Lucas/Rilen/Cafiero. Produzent: Lobby Loyde.
- 1985: At Home with You (LP, Major MRLP002) Lucas/Rilen/Green. Produzent: Lobby Loyde.
- 1989: And More (LP, White Label) Lucas/Rilen/Green. Produziert von X und Lobby Loyde.

### Livealben
- 1997: X Live 8 July 1978 (Spiral Scratch) Lucas/Rilen/Cafiero/Holmes.
- 2001: Live at the Civic 1979 (Dropkick) Lucas/Rilen/Cafiero/Coutanche.
- 2003: Evil Rumours (Laughing Outlaw) Lucas/Rilen/Holmes/Synnerdahl

### EPs
- 2001: I Love Rock'n'Roll (CD-EP, Laughing Outlaw) Lucas/Rilen/Holmes/Synnerdahl.

### Singles
- 1979: Mother (7", X Music 13639)
- 1987: Dream Baby (7"/12", White Label)